# Бушар, Поль Луи
Поль Антуан Луи Бушар (фр. Paul Antoine Louis Bouchard; 5 августа 1853, Париж — 1937[…], Париж) — французский художник.

## Биография
Родился в 1853 году в Париже. Учился живописи в Высшей школе изящных искусств в своём родном городе, где его учителями были Гюстав Буланже, Жюль Лефевр и Фернан Кормон.
Писал преимущественно ориентальные сцены в духе Жана-Леона Жерома и городские виды. Зимой 1900/1901 годов посетил Москву, где исполнил несколько пейзажей.
На протяжении полувека (в 1880—1930 годах) регулярно выставлял свои картины на ежегодных Парижских салонах. Также экспонировал свои картины на Всемирных выставках. На Всемирной выставке 1900 года одна из работ Бушара была удостоена бронзовой медали.
Кавалер ордена Почётного легиона (1908).
Скончался в 1937 году в Париже.
Некоторые работы Бушара хранятся в Музее Орсе.

## Галерея

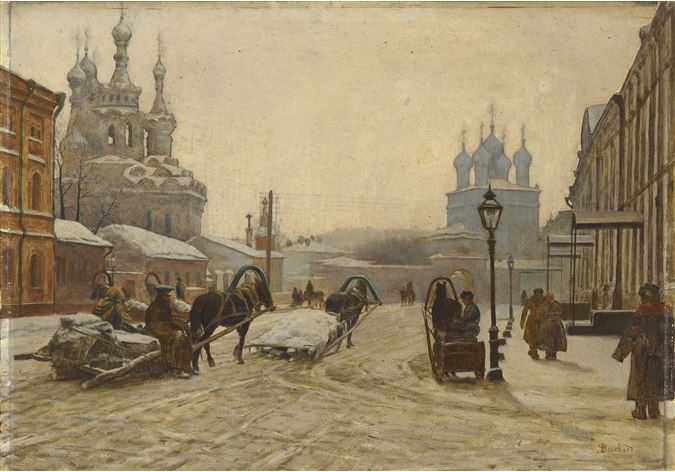
Церковь Рождества Богородицы в Путинках на Малой Дмитровке (слева) и собор Страстного монастыря (на заднем плане справа) в Москве
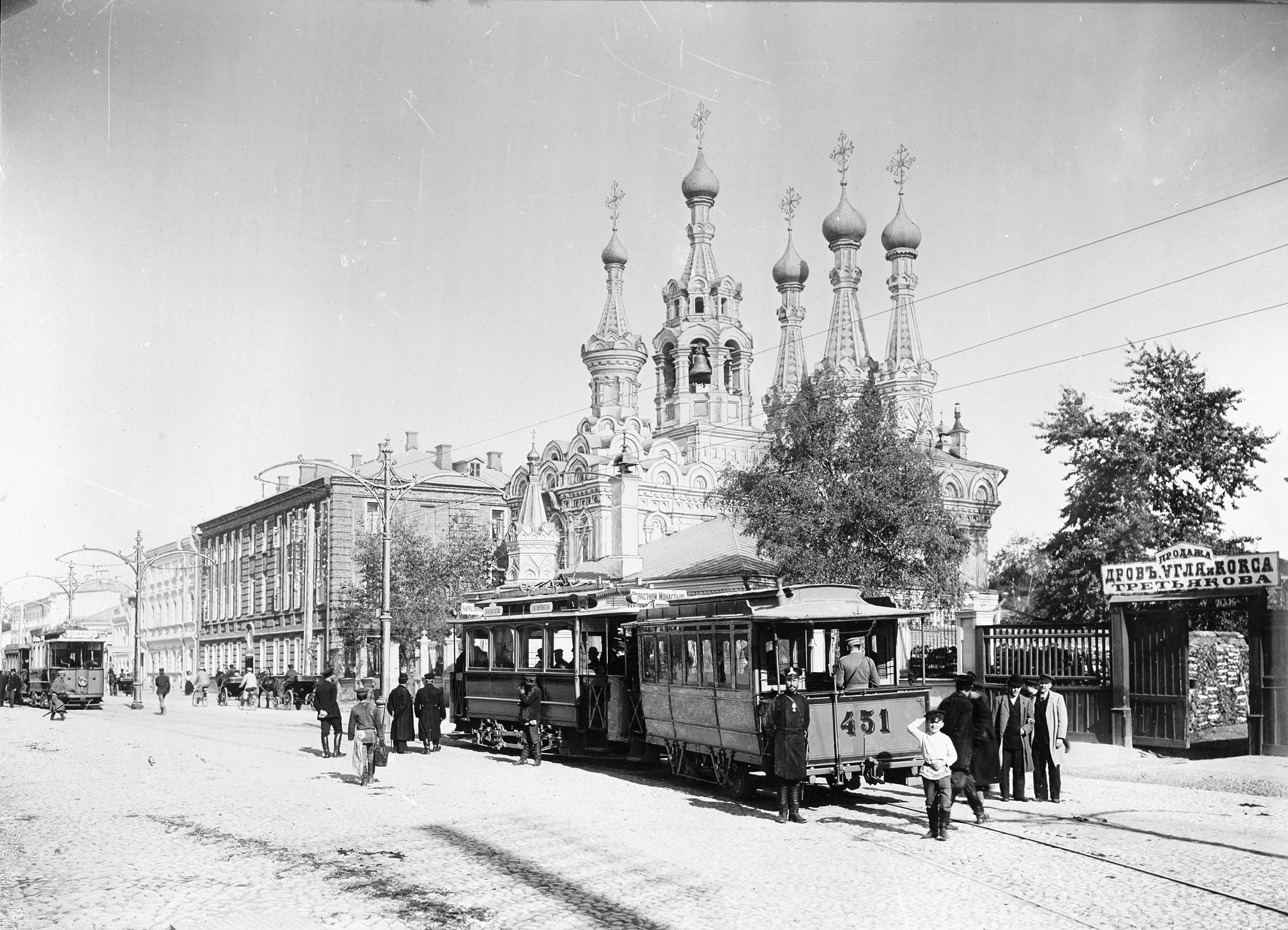
Та же церковь на старинной фотографии ок. 1900 года (вид со стороны Страстного монастыря)
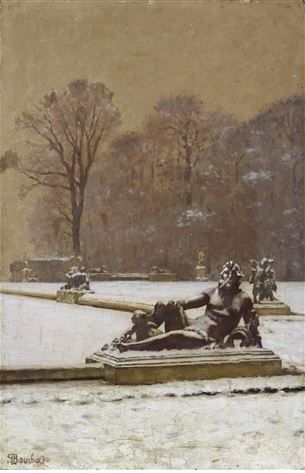
Статуя «Аллегория реки Гаронны» в Версальском парке зимой
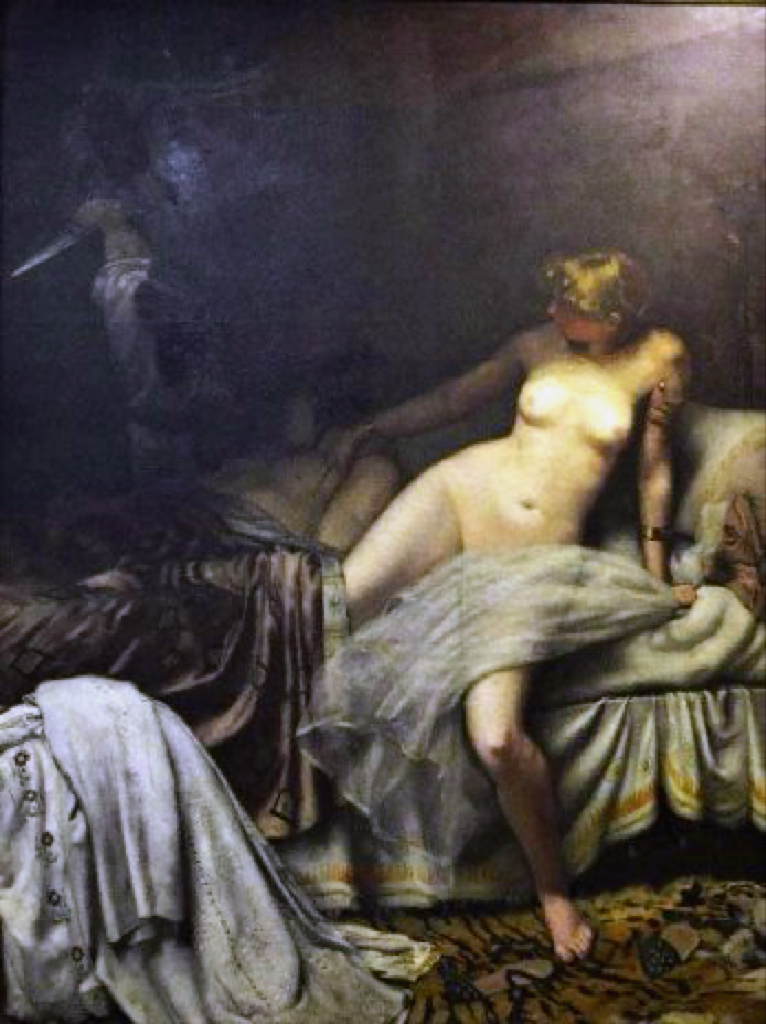
Гибель лидийского царя Кандавла
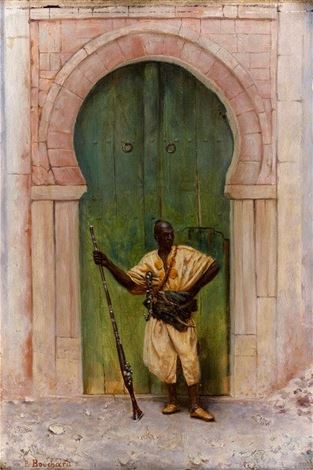
Нубиец
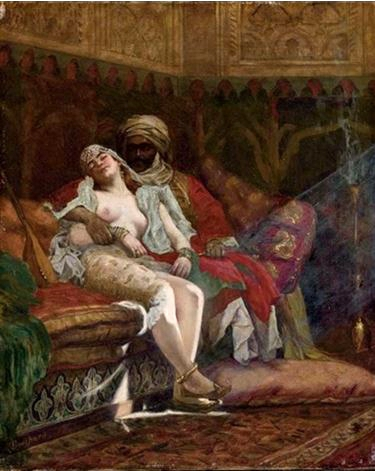
Фаворитка
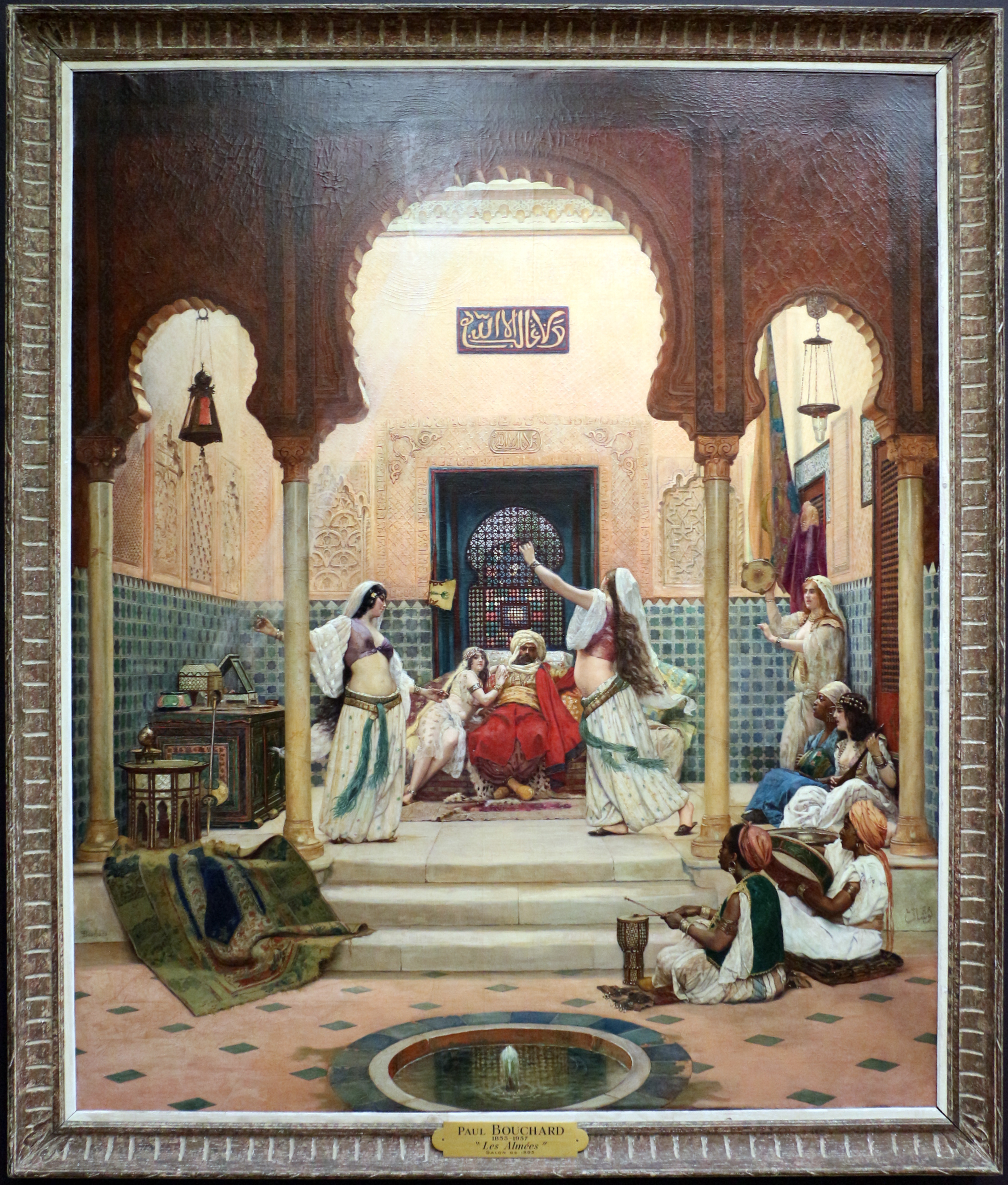
Сцена в гареме, 1893, Музей Орсе
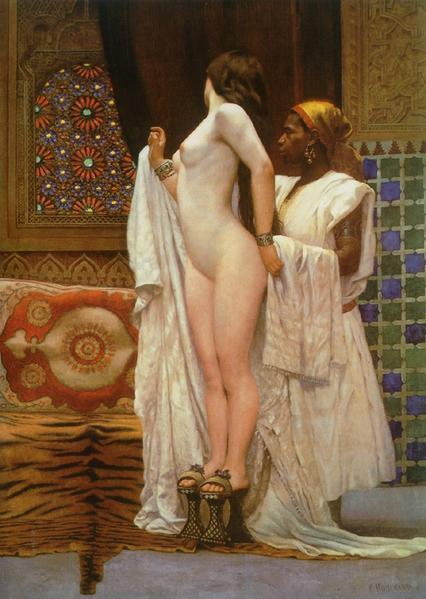
Одалиска после купания